# De danske årsmøder i Sydslesvig
De danske årsmøder i Sydslesvig er navnet på en festweekend, som det danske mindretal i Sydslesvig står for, og som afholdes hvert år i maj eller juni. Årsmøderne består af en række kulturelle arrangementer med taler, musik, debat og udstillinger i hele landsdelen. Om søndagen er der tre store friluftsmøder i Flensborg, Slesvig by og på vestkysten, som har karakter af store folkefester. I 2016 deltog cirka 16.000 personer i årsmøderne.
Formålet med årsmøderne er at markere folkegruppens fællesskab og forbindelsen med Danmark og det øvrige Norden. Hvert år er der en årsmødeplakat, der reklamerer for årsmøderne og angiver årets tema i tekst og motiv. Det er traditionen, at statsministeren sender en hilsen til årsmøderne via radioen. Den danske regering er repræsenteret ved stævnerne med et antal ministre og undertiden med statsministeren selv. Dertil kommer repræsentanter fra folketingspartierne, fra Nordisk Råd, fra den slesvig-holstenske landdag, delstatsregeringen og kommunerne. Der er også udveksling af hilsener med kongehuset. Af historisk betydning er Poul Nyrup Rasmussens udtalelse på mødepladsen i Flensborg i 1999 Så længe I holder fast i os, holder vi fast i jer! i forlængelse af Niels Neergaards ord fra 1920 De skal ikke blive glemt!.
Traditionen tro er der i Flensborg hvert år optog fra Nørretorvet via Tosbygade til Frueskovens Idrætspark, hvor der er offentligt friluftsmøde med musik og festtaler. Om aftenen afsluttes årsmøderne med FDF-orkestrenes koncert på Søndertorv. I Slesvig by er der samme dag optog fra Slesvighus til det danske gymnasium på Friheden.
Årsmøderne har rødder i 1800-tallets folkemøder på Himmelbjerget og Skamlingsbanken. Det første danske årsmøde i Sydslesvig blev holdt 1921 på Blæsbjerg i Flensborg. De dansk-sydslesvigske møder samlede i 1920erne cirka 5-6.000 deltagere 
I 2020 blev årsmøderne på grund af coronakrisen aflyst. Det er for første gang siden 2. verdenskrig, at årsmøderne måtte aflyes. Beslutningen kom, efter at også Folkemødet på Bornholm blev aflyst.